# Albania (Guajira)
Albania é um município da Colômbia, localizado no departamento de Guajira.É o município mais jovem deste departamento junto com a cidade de Uribia e outros, criado em 19 de março de 2000. Vizinhos da Albânia e acampamento fechado exclusivo para os trabalhadores das minas de carvão de Cerrejón e suas famílias, denominado Mushaisa.